# Deutsche Automobil-Industrie Hering und Richard

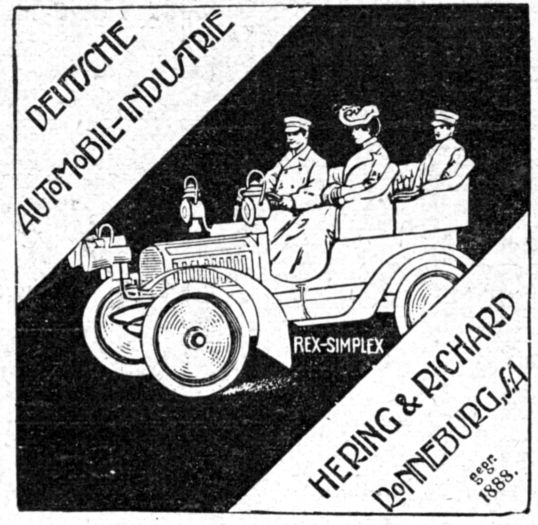

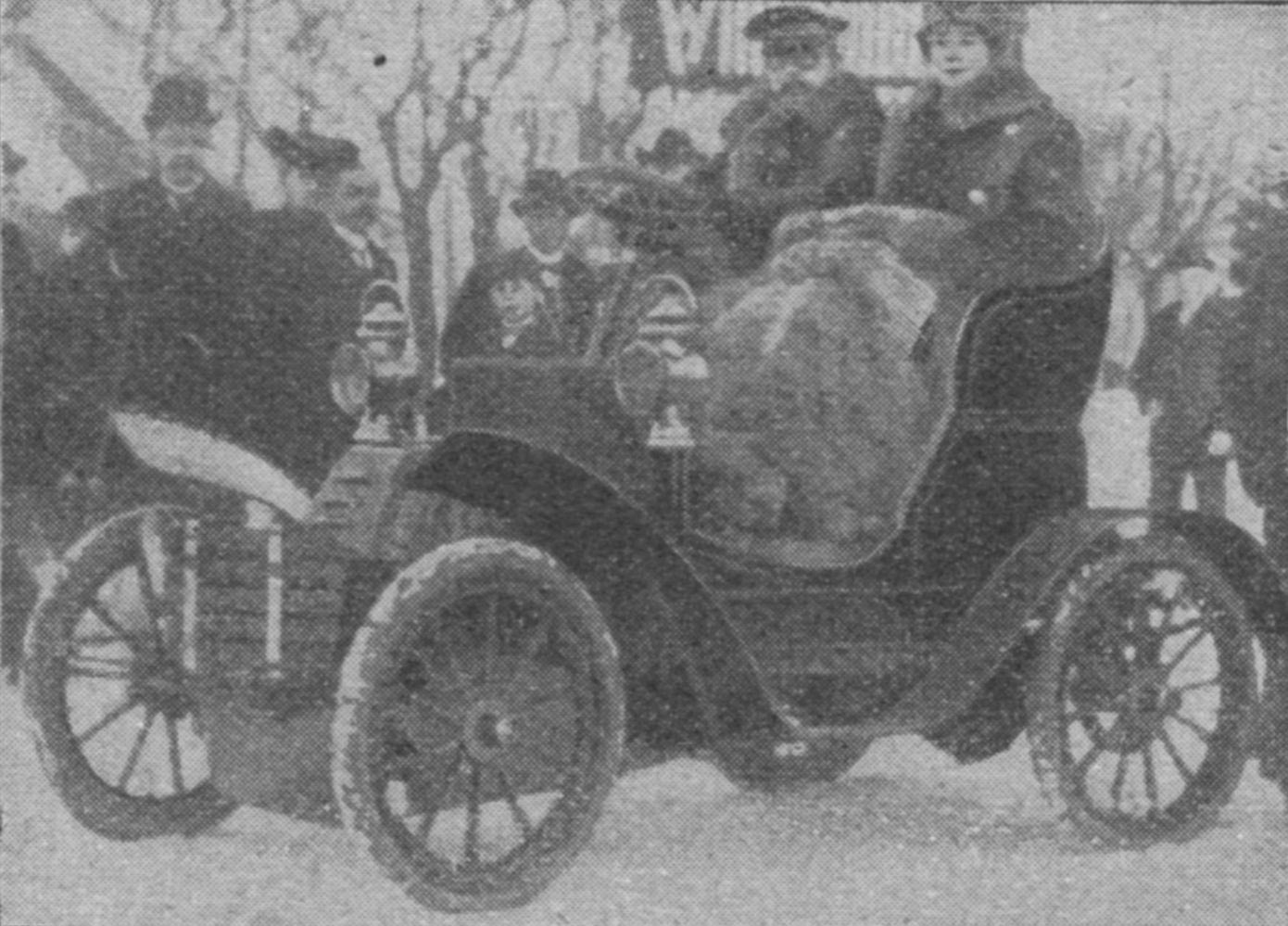
Walther Nernst fährt einen Rex-Simplex-Motorwagen. (1904)

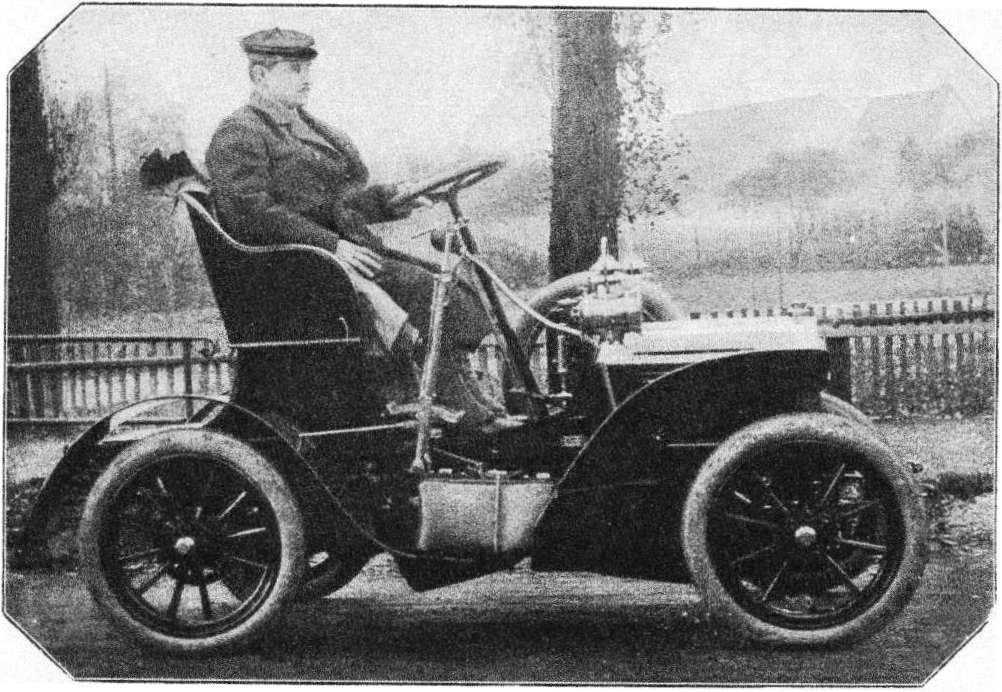
Rex-Simplex 6 HP (1903)

Die Deutsche Automobil-Industrie Hering & Richard war ein deutsches Unternehmen, das in seiner Fabrik in Gera-Untermhaus Kraftfahrzeuge produzierte. Der Unternehmenssitz war ab 1904 Ronneburg (Thüringen).

## Geschichte
Das Unternehmen wurde 1902 unter der Firma Deutsche Automobil-Industrie Friedrich Hering in der Rechtsform einer offenen Handelsgesellschaft (oHG) gegründet. Friedrich Hering hatte bereits ab 1888 einen Zulieferbetrieb für Fahrrad- und Autoteile sowie Achsen und Fahrgestellrahmen betrieben. Für die Daimler-Motoren-Gesellschaft und Benz & Cie. wurden Kugellagerachsen hergestellt, und für Michelin Stahlscheibenräder mit abnehmbarer Hartgummifelge, die in großer Stückzahl auch weiterhin im neuen Werk gebaut wurden.
Das Unternehmen mit seinen etwa 300 Beschäftigten wurde sogleich 1902 in der Auto- und Nutzfahrzeugindustrie bekannt, weil dort ein besonders moderner solider gebauter leichter Lastkraftwagen (LKW) unter der Marke „Rex-Simplex“ hergestellt wurde, von dem Abwandlungen auch als robuste Personenkraftwagen gebaut wurden. Dieses leichte Nutzfahrzeug war bis zum Ersten Weltkrieg einer der bekanntesten LKW.
Im Jahr 1904 wurde der Unternehmer Carl Richard, der eine Fabrik in Ronneburg besaß, neuer Anteilseigner; das Unternehmen firmierte nun unter Deutsche Automobil-Industrie Hering & Richard.
1913 wurde die Räderabteilung von Hering ausgegliedert, die bis zum Zweiten Weltkrieg sehr erfolgreich war. Während des Ersten Weltkriegs wurde der Regel-3-Tonner von etwa 600 Beschäftigten hergestellt. Nach dem Krieg wurde der Dreitonner weiter gebaut; der wieder gebaute Rex-Simplex wurde in alle Welt exportiert. Trotzdem schaffte es Hering & Richard es nicht, das nötige Kapital aufzubringen, um allein überleben zu können: 1922 wurde das Unternehmen von der Elite-Werke AG in Brand-Erbisdorf übernommen. Das Karosserie-Werk Ronneburg wurde ausgegliedert. Somit erloschen die Firma Deutsche Automobil-Industrie Hering & Richard sowie die Marke Rex-Simplex.